# Павич звичайний

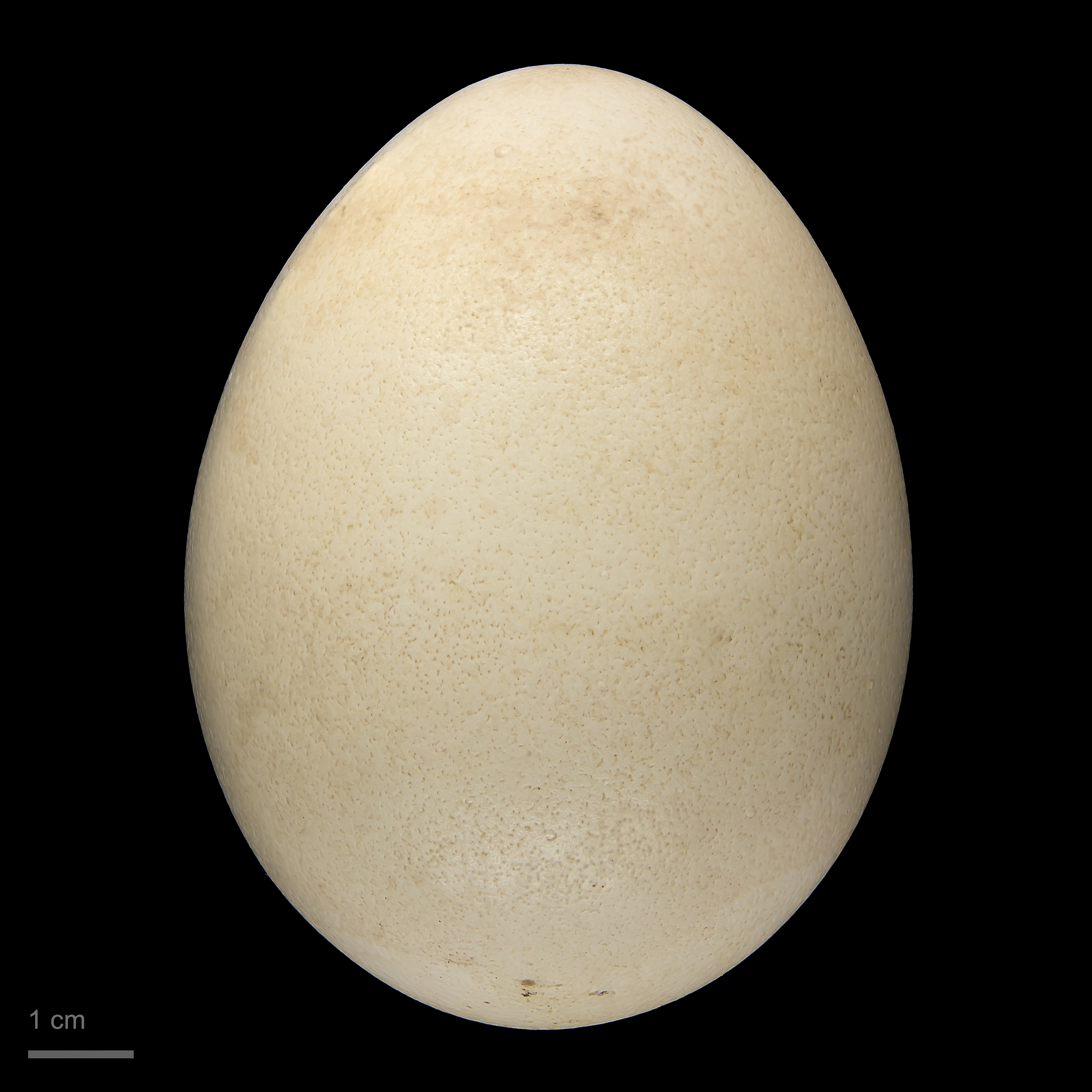
яйце Pavo cristatus - Тулузький музей

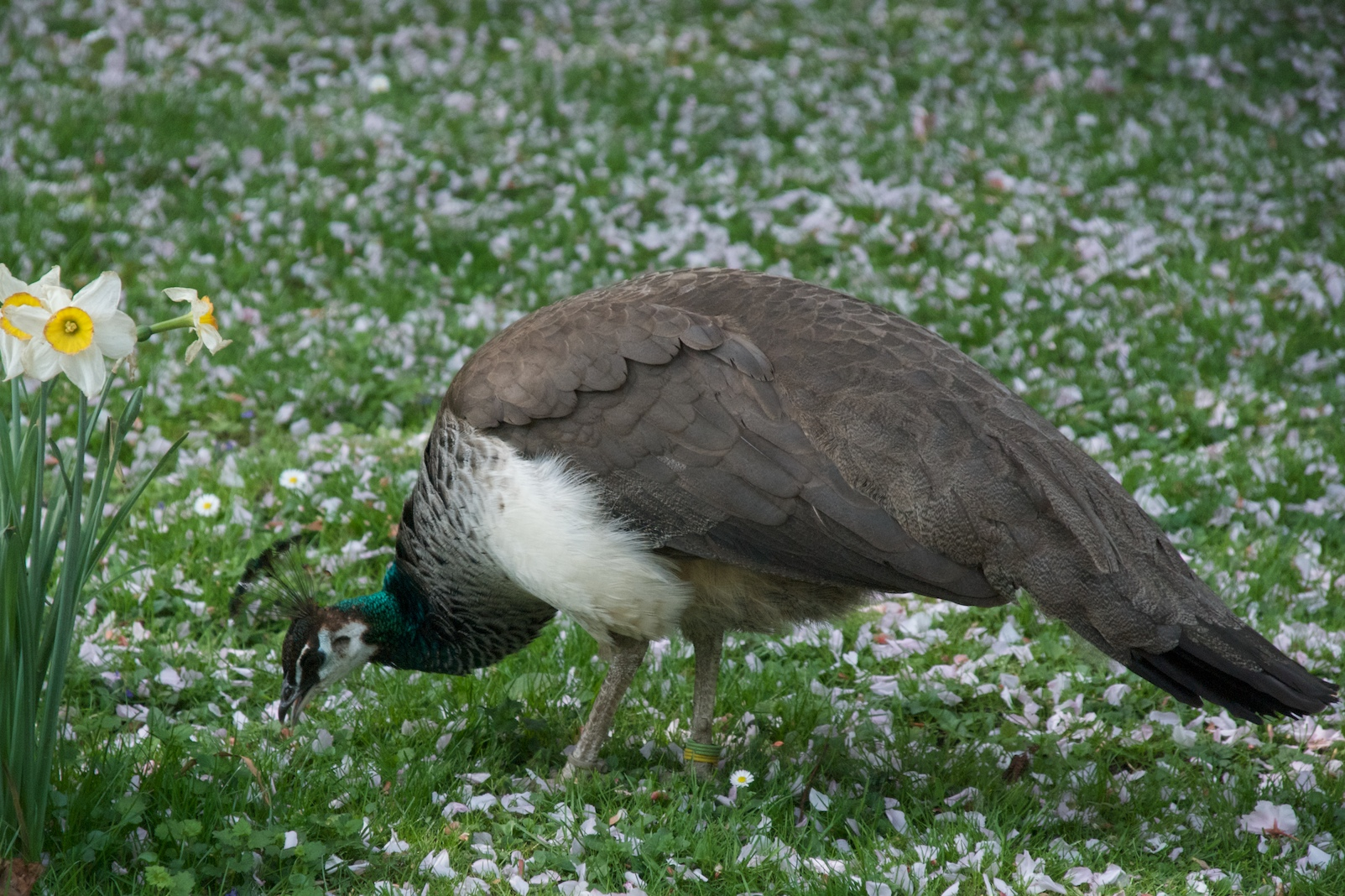
Самка павича звичайного (пава)

Павич звичайний або індійський павич (Pavo cristatus) — вид павичів з родини Фазанові (Phasianidae) ряду Куроподібні (Galliformes).

## Опис
Загальна довжина досягає 90—110 см (без хвоста) з хвостом — до 3 м. Спостерігається статевий диморфізм: самиці значно менші за самця та не мають такого розкішного хвоста. Цей птах міцної статури з досить довгою шиєю, маленькою головою, яка несе своєрідний чубок, з короткими крилами, високими ногами і середньої довжини хвостом. Для самця особливо характерні надзвичайно розвинені верхні криючі пера, які утворюють те, що в ужитку зветься «хвостом» павича. Цей розкішний «хвіст» і блискуче пір'я, в якому поєднуються сині, зелені та руді тони, створили павичеві славу найвродливішої птиці серед куриних.

## Спосіб життя
Полюбляє великі високі ліси з чагарниковими заростями, з присутністю води і трав'янистих схилів. Поселяється звичайний павич також на плантаціях, якщо на них є високі дерева, зручні для ночівлі. Він чудово бігає і, незважаючи на свій величезний «хвіст», з дивовижною спритністю і легкістю пробирається серед густих заростей чагарників. Дуже обережний і при найменшій тривозі швидко тікає або ж кидається з дерева в густі зарості чагарників. Харчується на землі. Годується зернами хлібних злаків, насінням, плодами і вегетативними частинами диких рослин, іноді комахами.
Це полігамний птах: у самця буває 3—5 самиць. Період розмноження у звичайного павича в різних частинах ареалу падає на різні пори року: на Шрі-Ланці він триває з січня по квітень, в Індії — з липня по жовтень. Гніздо влаштовує на землі у вигляді невеликого заглиблення в ґрунті, вистелене невеликою кількістю сухої трави і листя. У кладці буває звичайно 4—7 округлих сірувато-вохристих яєць з блідими червонувато-рудими плямами. Самиця насиджує яйця з більшою ретельністю близько 30 днів, після чого з'являються пташенята, вкриті густим пухом. Перший час самиця з молодими павичами тримається у добре захищених ділянках лісу, пізніше починає вибиратися з ними на більш відкриті місця. Молоді ростуть доволі швидко. У тритижневому віці вони вже розрізняються за статтю, але повної пишноти пір'я та здатності розмножуватися досягають лише на 3 році життя.
Звичайний павич є родоначальником найкрасивішою з наших домашніх птахів - домашнього павича. За дикими павичами місцеве населення полює заради смачного м'яса, особливо у молодих птахів.

## Розповсюдження
Мешкає в Пакистані, Індії, Бангладеш, на о.Шрі-Ланка.